# Palau-del-Vidre
Palau-del-Vidre é uma comuna francesa na região administrativa da Occitânia, no departamento dos Pirenéus Orientais. Estende-se por uma área de 10.41 km², com 3.106 habitantes, segundo o censo de 2018, com uma densidade de 300 hab/km².